# 2K22 Tunguska
För andra betydelser, se Tunguska (olika betydelser).
2K22 Tunguska (ryska: 2К22 Тунгуска. NATO-rapporteringsnamn: SA-19 Grison), är ett ryskt (ursprungligen sovjetiskt) bandgående pansrat luftvärnsfordon med eldledningsradar som är beväpnad med både automatkanoner och luftvärnsrobotar, en så kallad luftvärnsrobotkanonvagn (förkortat lvrbkv). Den är konstruerad för att kunna skydda egen trupp mot flyganfall både på natten och dagen. Den ersätter både luftvärnskanonvagnen ZSU-23-4 och luftvärnsrobotvagnen 9K35 Strela-10.

## Användare
- Indien
- Marocko
- Ryssland
- Ukraina
- Belarus

## Bilder

En belarusisk 2K22 Tunguska.
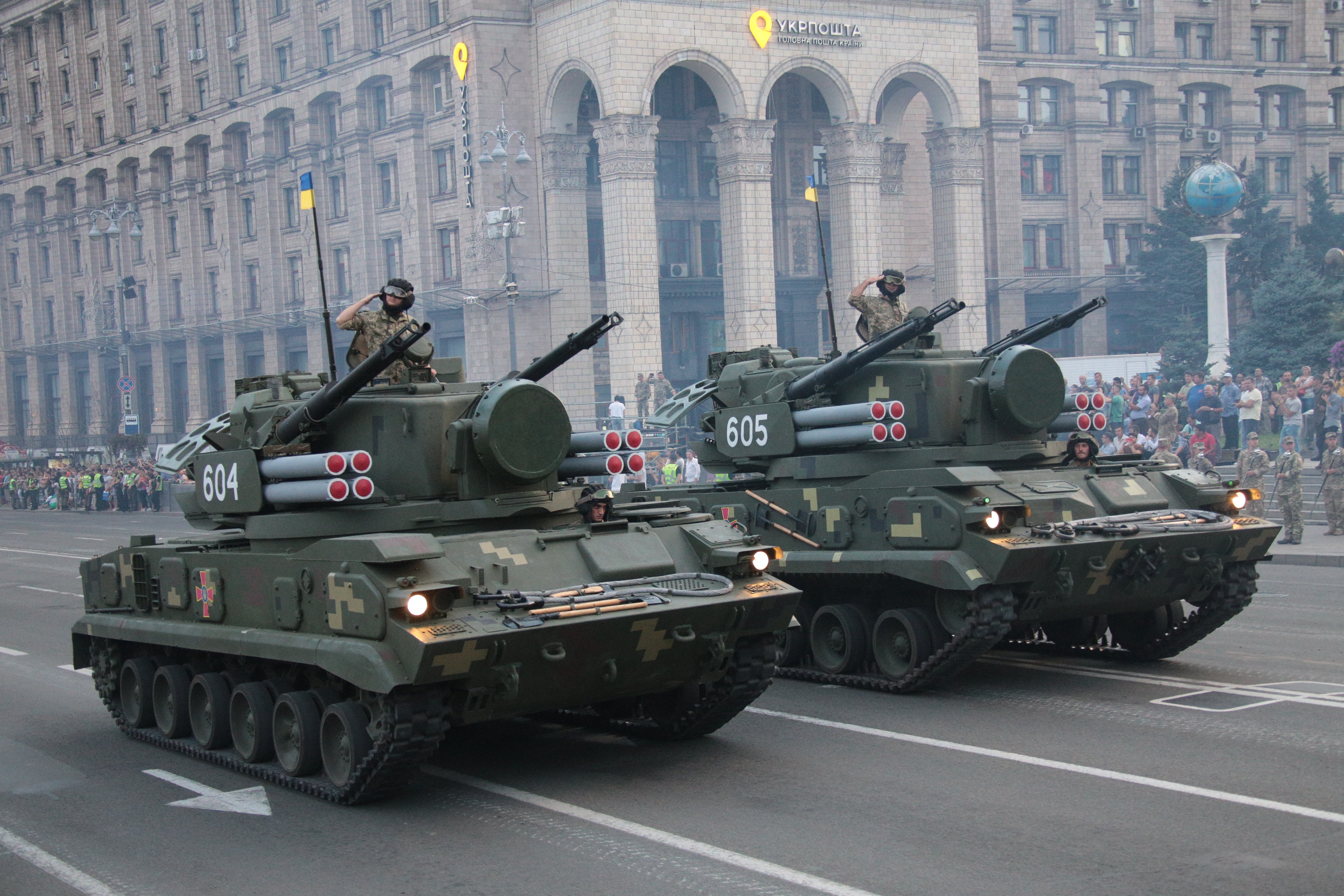
Två ukrainska 2K22 Tunguska.
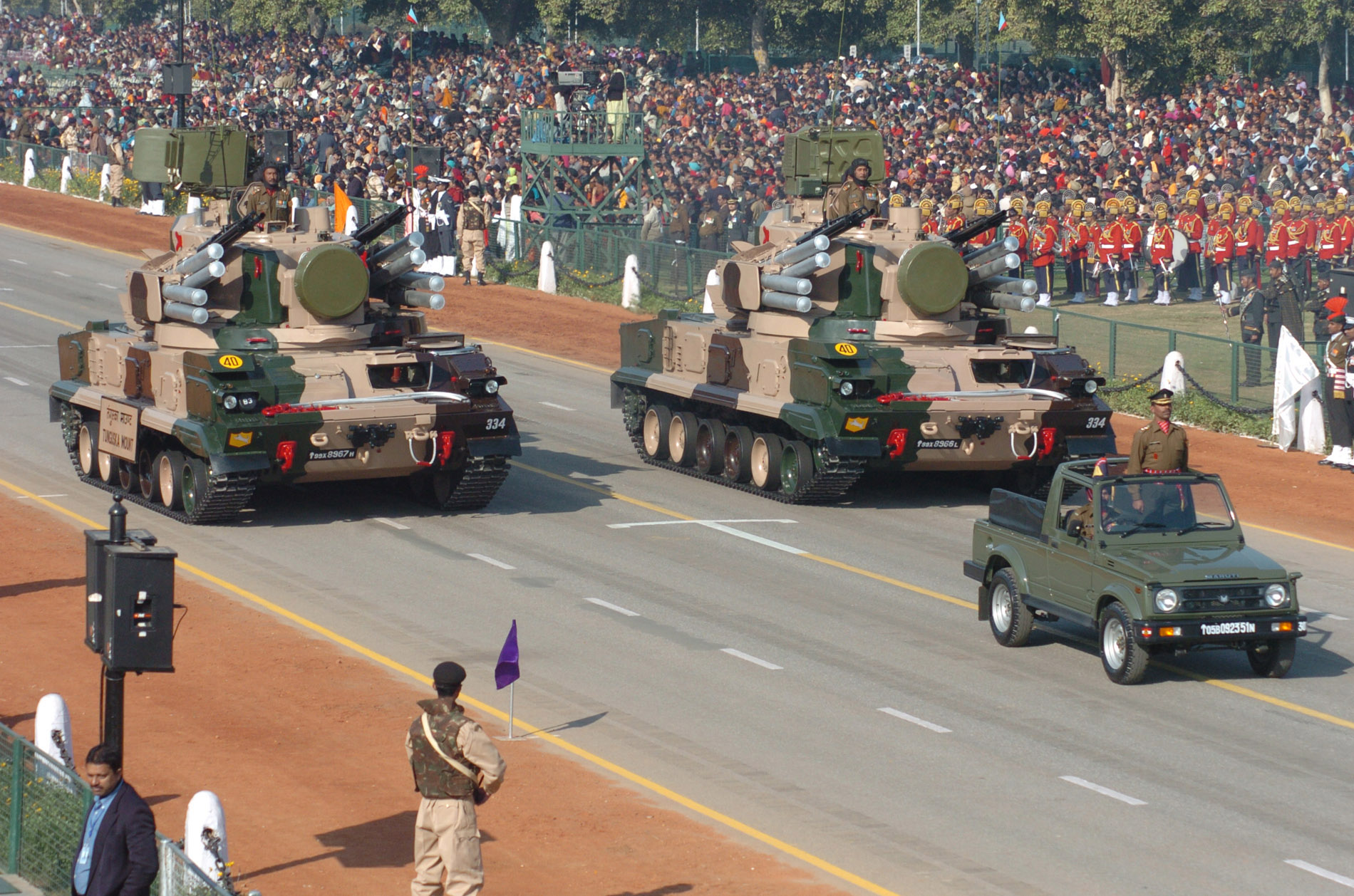
Två indiska 2K22 Tunguska.

## Jämförbara fordon
- Flakpanzer Gepard
- ADATS